# Yukie Nishimura
Yukie Nishimura (西村 由紀江, Nishimura Yukie), née le 8 mai 1967 à Toyonaka dans la préfecture d'Osaka est une prolifique pianiste japonaise.
Nishimura fait ses études à l'École de musique Tōhō Gakuen. Son style de piano est une musique de détente, ses œuvres sont parfois entendues à la télévision au Japon et elle a des admirateurs à Hong Kong et en Chine.

## Discographie
- Angelique (1986)
- Lyrisme (1987)
- Dolce (1988)
- Fascination (1988)
- Lumiere ～地図のない季節～ (1989) : playin' around with no map and plot
- L'espoir ～レスポワール～ (1989)
- 風色の夢 (1990) : windings in Fantasic world
- Vi・Ji・N (1991) : sophisticated girl
- 101回目のプロポーズ (1991) : (The Hundredth Proposal of Marriage)
- MOON (1992)
- 親愛なる者へ (1992)
- SUPER BEST (1992)
- プロポーズ ～Propose～ (1992)
- graceful (1993)
- GOOD MORNING ～グッドモーニング～ (1994)
- Memories (distribué uniquement à Hong Kong) (1995)
- 時の輝き (1995)
- Virgin (1995)
- Blue Horizon (1996)
- 月いろのつばさ (1997)
- 大地のうた (1998)
- BALLISTIC KISS (1998)
- 自分への手紙 (1999)
- 風が生まれる瞬間 (2000)
- 優しさの意味 (2001)
- しあわせまでもう少し (2002)
- 明日のために (2002)
- 扉をあけよう (2003)
- 君が想い出になる前に (2004)
- しあわせのかたち (2004)
- 耳をすまして (2005)
- Best of Best ～20 Songs～ (2006)
- あなたが輝くとき (2007)
- Vitamin (2009)
- Piano (2010)
- Smile Best ～selfcover collection～（2011/7）
- Beautiful Morning （2011/7） （yccs10049）
- Bedtime Music （2011/7） （yccs10050）

## Source de la traduction
- (en) Cet article est partiellement ou en totalité issu de l’article de Wikipédia en anglais intitulé « Yukie Nishimura » (voir la liste des auteurs).
- Notices d'autorité :   - VIAF
  - ISNI
  - BnF (données)
  - LCCN
  - Japon
  - WorldCat